# Piano (dynamiek)
Piano is een Italiaanse muziekterm voor dynamieknotatie die aangeeft dat een passage zacht gespeeld moet worden. Piano wordt aangegeven met p in vette cursieve schreefletters onder de desbetreffende partij, en in partijen met twee notenbalken zoals voor piano, tussen de balken, tenzij beide balken verschillende dynamiek benodigen.
Een nog sterkere, stillere vorm van piano is pianissimo, geschreven als pp. De stilste vorm is pianissimo possibile, die geschreven wordt als ppp.
Mezzopiano (mezzo = half) mp is ietwat luider dan piano p. 

Fortepiano fp wil zeggen: luid en meteen daarna zacht.
Aan de termen piano en zijn pendant forte ontleende de pianoforte (of fortepiano) zijn naam: een instrument waarop men zowel zacht als sterk kon spelen.